# Cròmbec de Philippa
El cròmbec de Philippa (Sylvietta philippae) és un ocell de la família dels macrosfènids (Macrosphenidae)..

## Hàbitat i distribució
Habita espesos matolls d'acàcia als semideserts del nord-est d'Àfrica a l'extrem oriental i sud-oriental d'Etiòpia i Somàlia.